# Classe Raptor

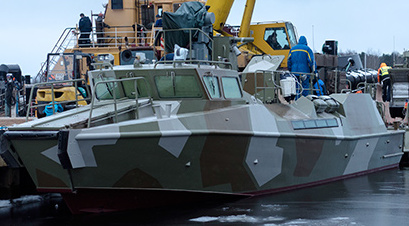
2016

La classe Raptor o Progetto 03160 (in cirillico: проекта 03160 Раптор) è una classe di imbarcazioni d'assalto di fabbricazione russa sviluppate dai cantieri JSC Pella negli anni 2010 su richiesta della Marina russa, nella quale prestano servizio dal 2015.
Progettate per compiere operazioni di pattugliamento, abbordaggio e ricerca e soccorso, sono impiegate anche dalle forze speciali per l'infiltrazione e l'esfiltrazione dai teatri di missione.
Sviluppate, a detta del produttore, in modo indipendente ed autonomo il design è sorprendentemente simile alle Combat Boat 90 della marina svedese nonché alle motovedette BK-16 prodotte dalla Kalashnikov.

## Caratteristiche
Le unità Raptor sono dotate di una pesante blindatura e di vetri antiproiettile dello spessore di 39 mm.
Sono capaci di trasportare fino a 20 soldati con equipaggiamento che sbarcano attraverso boccaporti posti a prua ed a poppa dell'imbarcazione.
La propulsione dell'imbarcazione è affidata ad un idrogetto, propulso da 2 motori entrobordo, che espelle fino a 170 litri di acqua al secondo, permettendo di navigare anche in acque poco profonde. 
In caso di allagamento, la sezione interessata può essere isolata ermeticamente e, nel caso l'unità dovesse capovolgersi, è in grado di raddrizzarsi autonomamente. 

### Armamento
Armate con 2 mitragliatrici da 7,62 mm poste ai lati dello scafo, le Raptor possono contare anche su un mitragliatore pesante KPV da 14,5 mm a comando remoto e stabilizzato tramite giroscopio in grado di ingaggiare bersagli in un raggio di 2.000 m.

## Impiego operativo
Molte unità dispiegate con la Flotta del Mar Nero sono state impegnate durante l'Invasione russa dell'Ucraina. Secondo il sito di analisi militare  Oryx, almeno quattro unità sono state colpite e distrutte dagli ucraini attraverso i droni Bayraktar TB2, una è stata colpita e danneggiata da un missile 9M113.

## Unità
| #  | Nome                     | Varo             | Entrata in servizio | Flotta       | Stato  |
| -- | ------------------------ | ---------------- | ------------------- | ------------ | ------ |
| 1  | P-274                    | 15 agosto 2013   | 5 marzo 2015        | del Mar Nero | Attivo |
| 2  | P-275                    | 17 giugno 2014   | 5 marzo 2015        | del Mar Nero | Attivo |
| 3  | P-276                    | 2014             | 5 marzo 2015        | del Mar Nero | Attivo |
| 4  | P-281                    | 2014             | 25 marzo 2015       | del Baltico  | Attivo |
| 5  | P-344                    | maggio 2015      | 10 agosto 2015      | del Baltico  | Attivo |
| 6  | P-280 Yunarmeets Baltika | maggio 2015      | 19 agosto 2015      | del Baltico  | Attivo |
| 7  | P-352                    | 14 novembre 2015 | 25 dicembre 2015    | del Mar Nero | Attivo |
| 8  | P-345 Buevlyanin         | 2015             | 29 dicembre 2015    | del Mar Nero | Attivo |
| 9  | P-413                    | 14 dicembre 2016 | 8 maggio 2017       | del Mar Nero | Attivo |
| 10 | P-425                    | 2017             | 8 maggio 2017       | del Mar Nero | Attivo |
| 11 | P-415 Georgy Potekhin    | 14 dicembre 2016 | maggio 2017         | del Baltico  | Attivo |
| 12 | P-??? Evgeny Kolesnikov  | 30 maggio 2017   | 29 settembre 2017   | del Baltico  | Attivo |
| 13 | P-437 Grigory Davidenko  | 24 agosto 2017   | 1 settembre 2018    | del Baltico  | Attivo |
| 14 | P-434                    | 11 aprile 2018   | 28 settembre 2018   | del Caspio   | Attivo |
| 15 | -                        | 15 aprile 2020   | 15 luglio 2020      | del Baltico  | Attivo |
| 16 | -                        | 15 aprile 2020   | 15 luglio 2020      | del Baltico  | Attivo |
| 17 | -                        | 2020             | 14 novembre 2020    | del Baltico  | Attivo |